# Alfred Rebe
Alfred Rebe (* 25. Dezember 1893 in Berlin; † 9. Oktober 1938) war Bezirksverordneter der KPD in Berlin, Teilnehmer des Flottenaufstandes von 1917 und Mitorganisator des Widerstands in Köpenick gegen den Kapp-Putsch. Er wurde 1938 unter falschen Anschuldigungen in der Sowjetunion umgebracht.

## Leben
Alfred Rebe organisierte zusammen mit Alexander Futran (USPD) 1920 in Berlin-Köpenick den Widerstand gegen den von Freikorps angezettelten Kapp-Putsch. Am 16. März 1920 wurde von Vertretern der Arbeiterparteien USPD und KPD das »Sozialistische Verteidigungskomitee« gegründet, dessen Vorsitzender der Stadtverordnete Alexander Futran (USPD) wurde, militärischer Führer wurde der Stadtverordnete Alfred Rebe (KPD). Auch war Rebe der Führer der lokalen Kampfgruppe für Kietzer- und Köllnische Vorstadt.
Als bekannter Köpenicker Kommunist, Redakteur der »Roten Fahne« und Bezirksverordneter der KPD bis 1931 wurde er nach dem Reichstagsbrand von den Nazis gejagt und verhaftet. 1933/34 wurde er in den KZ Oranienburg und Sonnenburg eingekerkert. Nach seiner Entlassung 1934 emigrierte er in die Sowjetunion. Von hier aus gliederte er sich 1936 in die Internationalen Brigaden in Spanien ein und kämpfte mit der Waffe in der Hand gegen den Faschismus. Verwundet oder krank kehrte er in die Sowjetunion zurück. Hier fiel er den Stalinschen Repressalien zum Opfer.